# Edwin Lees
Pour les articles homonymes, voir Lees.
Edwin Lees est un botaniste britannique, né en 1800 à Worcester et mort le 21 octobre 1887.

## Biographie
Il est d’abord comme libraire et imprimeur à Worcester. Il est l’imprimeur des Worcestershire Miscellany (1829). Il fonde la même année à l’Institut de littérature et de science de Worcester. Il est membre de la Société linnéenne de Londres et de la Société de géologie.
Lees est l’auteur de Botany of the Malvern Hills (1868), The Botanical Looker-out (1842), Pictures of Nature (1856) et Botany of Worcestershire (1867). Il étudie en particulier la forme des mûres.